# María de Barahona
María de Barahona (Madrid, s. XVII) va ser una religiosa jerònima, música, cantant, compositora i poetessa espanyola.
Era natural de Madrid, però es desconeixen les dates de naixement i mort. Va ser monja professa i correctora del convent de la Concepción Jerónima de Madrid. Va destacar com a poetessa, música i compositora, a més de les seves dots pel cant. Elogiada pels seus contemporanis, segons l'escriptor Juan Pérez de Montalbán va ser una de les grans mestres del cant i de la composició de la seva època, i també l'escriptora María de Zayas la cita com una de les monges erudites distingides. Va escriure la lletra i música de nombrosos càntics sagrats que executava ella mateix en el cant amb precisió, enginy, destresa i facilitat. Alguns dels seus poemes van ser publicats a diversos llibres de la seva època, entre ells a l'obra Lágrimas a la muerte de Montalbán, impresa el 1839, on apareixen quatre dècimes seves. Fou també autora d'un panegíric en homenatge per la mort de Pérez de Montalbán.